# Council on Environmental Quality
Das Council on Environmental Quality (CEQ) ist eine Abteilung des Executive Office of the President, die die bundesstaatlichen Umweltbemühungen in den Vereinigten Staaten koordiniert und eng mit den Behörden und anderen Büros des Weißen Hauses bei der Entwicklung von Umwelt- und Energiepolitiken und ‑initiativen zusammenarbeitet.
Der erste Vorsitzende des Council on Environmental Quality war Russell E. Train, unter Präsident Richard Nixon. Präsident Donald Trump nominierte im Juni 2018 die amtierende Leiterin der Agentur, Mary Neumayr, für die Position. Ihre Nominierung wurde Anfang Januar 2019 vom gesamten Senat bestätigt. Am 16. Dezember 2020 wählte der designierte Präsident Joe Biden Brenda Mallory, eine Umweltanwältin, die derzeit als Direktorin für Regulierungspolitik beim Southern Environmental Law Center tätig ist, zur Leiterin des Council on Environmental Quality.

## Liste der Chair of the Council on Environmental Quality
| Person               | Amtszeit                        | Präsident                   |
| -------------------- | ------------------------------- | --------------------------- |
| Russell E. Train     | 1969–1973                       | Richard Nixon               |
| Russell Peterson     | 1973–1976                       | Richard Nixon & Gerald Ford |
| John Busterud        | 1976–1977                       | Gerald Ford                 |
| Charles Warren       | 1977–1979                       | Jimmy Carter                |
| James Speth          | 1979–1981                       | Jimmy Carter                |
| A. Alan Hill         | 1981–1989                       | Ronald Reagan               |
| Michael Deland       | 1989–1993                       | George H. W. Bush           |
| Kathleen McGinty     | 1995–1998                       | Bill Clinton                |
| George T. Frampton   | 1998–2001                       | Bill Clinton                |
| James L. Connaughton | 18. Juni 2001 – 19. Januar 2009 | George W. Bush              |
| Nancy Sutley         | 22. Januar 2009 – Februar 2014  | Barack Obama                |
| Michael Boots        | Februar 2014 – März 2015        | Barack Obama                |
| Christy Goldfuss     | März 2015 – Januar 2017         | Barack Obama                |
| Mary Neumayr         | 10. Januar 2019                 | Donald Trump                |
| Brenda Mallory       |                                 | Joe Biden                   |